# Casa Maria Orri
La Casa Maria Orri és una obra de Vic (Osona) protegida com a Bé Cultural d'Interès Local.

## Descripció
Edifici civil. Casa entre mitgera. Consta de tres trams a cada un dels quals hi ha uns grossos portals d'arcs de mig punt. Es orientat a ponent i consta de planta baixa i dos pisos. A l'extrem esquerre l'arc ha estat tapiat i ubica un portal i un balcó, el central forma un porxo que dona accés a la part posterior de l'edifici i el tercer forma una espècie d'absis que ubica una font pública, avui es desús i que conserva l'escut de Vic. Els tres portals marques l'imposta de l'arc i també es marca la cornisa que separa el 1er del segon pis. Verticalment sobresurten unes faixes a cada tram les quals son construïdes amb maó com la resta de l'edificació. L'estat de conservació és dolent, l'arrebossat està molt deteriorat. Està semi-ruïnós, ja que es troba deshabitat.

## Història
El C/ Manlleu, té el seu origen a l'antic camí que unia la ciutat antiga mitjançant el carrer estret amb el poble de Manlleu. Al S.XVI al final d'aquest carrer com altres també veïnals s'hi establí una segona muralla (clausura morbo) per a evitar la propagació de la pesta.
Amb l'eixampla del barroc, al 1734, J. Morató va preveure la formació de la plaça dels Màrtirs que quedà com a centre d'un reticulat de carrers entre el de Manlleu i els Caputxins i el C. Nou i el Passeig.